# Stutzpunkt
Stutzpunkt (niem. Stützpunkt) – umocnione pozycje obrony, wybudowane i wykorzystywane przez wojsko niemieckie w czasie II wojny światowej. Składały się zazwyczaj z: ogrodzenia z ciężkich bali wraz z bunkrami i wieżami obserwacyjnymi na rogach, stanowisk moździerzy i baraków żołnierzy.

## Uzbrojenie i załoga stutzpunktów
Załogi liczyły stutzpunktów przeważnie 40 do 60 żołnierzy. Ich uzbrojenie zasadniczo nie odbiegało od uzbrojenia innych oddziałów Wehrmachtu, przy czym załoga miała na wyposażeniu większą ilość ciężkiej broni maszynowej.

## Stutzpunkty na wschodniej granicyIII Rzeszy
W roku 1941, po ataku na Związek Radziecki Niemcy zaczęły budować na wschodniej granicy Wielkoniemieckiej Rzeszy niewielkie forty, które były oddalone od siebie o 10 do 12 kilometrów.